# Raivuna striata
Raivuna striata är en insektsart som först beskrevs av Oshanin 1879.  Raivuna striata ingår i släktet Raivuna och familjen Dictyopharidae. Inga underarter finns listade i Catalogue of Life.